# Basidi

Esquema d'un fong basidiomicet, estructura de la làmina (gills), i basidis que originen les espores en els marges de la làmina.

El basidi (basidium) és l'òrgan de reproducció que produeix espores exògenes i és característic del himenòfor en els .basidiomicets. Un basidi normalment porta quatre espores sexuals anomenades basidiospores; ocasionalment el seu nombre pot ser de dos, quatre o fins i tot vuit. En un basidi típic, cadascuna de les basidiospores s'origina a la punta d'una estreta banya anomenada esterigma i es descarrega a la maduresa.
Etimòlogicament basidium significa literalment petit pedestal, ja que és la manera com el basidi aguanta les espores. Un basidi immadur s'anomena basídiol.
Del Basidi on té lloc la cariogàmia se n'anomena probasidi.

## Estructura
La majoria dels basidiomicets tenen basidis unicel·lulars simples (holobasidis), però en alguns grups són pluricel·lulars (fragmobasidis). Per exemple, en l'ordre Uredinales es presenten fragmobasidis de quatre cèl·lules que estan septats (separats per parets) transversalment. Els basidis poden tenir estípit o ser sèssils.

## Mecanisme de descàrrega de la basidiospora
En la majoria dels basidiomicets, les basidiospores es descarreguen activament. La força propulsora es deriva d'un canvi sobtat del centre de gravetat de l'espora descarregada.
La descàrrega amb èxit de les espores només és possible quan hi ha prou vapor d'aigua disponible per a ser condensat en l'espora.
Alguns basidiomicets el mecanisme de descàrrega és diferent, per exemple en l'ordre Phallales (per exemple Phallus impudicus) necessiten insectes com a vectors de la dispersió d'espores, en el cas dels pets de llop Lycoperdales i Sclerodermataceae es dispersen quan els basidiocarps sofreixen una pertorbació i les espècies de fongs d'ocells de niu Nidulariales fan servir un sistema d'esquitxada de la copa. En aquests casos això representa que evolutivament han tingut la pèrdua de la descàrrega activa de forma independent.